# Nemoria nympharia
Nemoria nympharia là một loài bướm đêm trong họ Geometridae.